# 青森明の星短期大学
青森明の星短期大学（あおもりあけのほしたんきだいがく、英語: Aomori Akenohoshi Junior College）は、青森県青森市浪打2-6-32に本部を置く日本の私立大学。1937年創立、1963年大学設置。大学の略称は明の星短大。

## 概観

### 大学全体
- 青森県青森市に所在する日本の私立短期大学で、設置主体は学校法人明の星学園[1]。
- 1963年に2学科、入学総定員80名体制で開学[2]。その後の学科体制は3学科となったが、その後は減少し、再編により1学科となっている。

### 教育および研究
- 青森明の星短期大学には、子ども福祉未来学科が設置され、保育士や幼稚園教諭を養成する保育専攻と介護者を養成するコミュニティ福祉専攻がある。保育専攻には、保育者ほか子ども英語教育に携わる人材を育成する課程も設置されており、コミュニティ福祉専攻では介護職ほか音楽療法職を育成する課程がある。また付属生涯学習センターでは、教育カウンセリングを中心とする講座も多く開設されており、県内各所から現職教員などが研修に参加している。
青森明の星短期大学研究紀要が毎年発行されており、外部研究費等を受けた研究の報告がなされている。

### 学風および特色
- 青森明の星短期大学は、設置以来カトリック精神に基づいた思想がベースとなっており、クリスマスや卒業式などで宗教的儀式としての｢ミサ｣が行われているところに特徴がある。永年女子短大となっていたが、2007年度より共学化した。

## 沿革
- 1938年
  - 聖母被昇天修道会により創立された青森技芸学院が起源となっている[注 3]。
- 1951年
  - 3月14日 学校法人明の星学園の設置が認可される[6]。
- 1963年
  - 1月21日 左記を以て文部省[注 4]より短期大学の設置が認可される[3]。
  - 4月1日 青森明の星短期大学が以下の学科体制にて開学する[7]。
    - 英語科 入学定員40名
    - 音楽科 入学定員40名

  - 5月1日 学生数[8]/定員
    - 英語科 17[注釈 1]/40
    - 音楽科 20[注釈 1]/40
- 1965年
  - 4月1日 以下の学科を増設する[9]。
    - 保育科 入学定員50名[10]

  - 5月1日 学生数[11]/定員
    - 英語科 58[注釈 1]/80
    - 音楽科 35[注釈 1]/80
    - 保育科 37[注釈 1]/50
- 1967年
  - 1月18日 専攻科の設置が認可され、以下の課程を置く[12]。
    - 英語専攻 入学定員25名[注釈 2]
    - 音楽専攻 入学定員25名[注釈 2]
- 1972年
  - 4月1日 学科名を以下の通り変更する[14]。
    - 英語科→英語学科
    - 保育科→幼児教育学科

  - 5月1日 学生数[15]/定員
    - 英語学科 46[注釈 1]/80
    - 音楽科 98[注釈 1]/100
    - 幼児教育学科 83[注釈 1]/80
- 1991年
  - 4月1日 英語科の入学定員を40→60に増員[注 5]。
  - 5月1日 学生数[20]/定員
    - 英語学科 157[注釈 1]/100
    - 音楽科 68[注釈 1]/80
    - 幼児教育学科 118[注釈 1]/100
- 1992年
  - 5月1日 学生数[注 6]/定員
    - 英語学科 160[注釈 1]/120
    - 音楽科 72[注釈 1]/80
    - 幼児教育学科 130[注釈 1]/100
- 1998年
  - 4月1日 専攻科に以下の課程を置く[23]。
    - 保育専攻 入学定員15名
- 1999年
  - 5月1日 学生数[24]/定員
    - 英語学科 84[注釈 1]/120
    - 音楽科 58[注釈 1]/80
    - 幼児教育学科 119[注釈 1]/100
- 2001年
  - 4月1日 英語学科を現代コミュニケーション学科に改組[注 7]。
  - 同 音楽科の入学定員を40→30に減員[25]。
- 2003年
  - 4月1日 幼児教育学科を幼児保育学科と改称し、入学定員を50→60に増員する[25]。
  - 同 現代コミュニケーション学科の入学定員を70→60に減員する[25]。
- 2004年
  - 3月31日 左記をもって旧来の英語学科を正式に廃止とする[26]。
- 2007年
  - 4月1日 学科の再編を以下の通り行う[27]。
  - 子ども学科[注 8]
    - 幼児保育専攻[注 9] 入学定員80名
    - 子ども英語専攻[注 10] 入学定員20名

  - 現代介護福祉学科[注 11]
    - 介護福祉専攻 入学定員80名
    - 音楽保健福祉専攻[注 12] 入学定員20名
- 2008年
  - 3月31日 左記をもって音楽科が正式に廃止となる[28]。
  - 4月1日 専攻科における以下の課程を廃止する[29]。
    - 英語専攻
    - 音楽専攻

  - 同 現代介護福祉学科介護福祉専攻の入学定員を80→40に減員[28]。
  - 9月30日 左記をもって現代コミュニケーション学科を正式に廃止とする[30]。
- 2009年
  - 4月1日 子ども学科及び現代介護福祉学科の各専攻別の学生募集をこの年度で最終とする[注 13]。
- 2010年
  - 4月1日 現代介護福祉学科の入学定員を60→50に減員[31]。
- 2012年
  - 3月31日 左記をもって以下の学科・専攻を正式に廃止とする[32]。
    - 子ども学科[注釈 3]
      - 幼児保育専攻
      - 子ども英語専攻

    - 現代福祉学科[注釈 3]　
      - 介護福祉専攻
      - 音楽保健福祉専攻
- 2014年
  - 4月1日 この年度の子ども学科に現代介護福祉学科を編入・統合し、以下の学科に再編される[33]。
    - 子ども福祉未来学科
      - 保育専攻 入学定員100名
      - 介護福祉専攻 入学定員40名
- 2016年
  - 4月1日 左記をもって以下の学科を正式に廃止とする[34]。
    - 子ども学科
    - 現代介護福祉学科
- 2017年
  - 4月1日 子ども福祉未来学科の介護福祉専攻をコミュニティ福祉専攻に改称[35]。
- 2019年
  - 4月1日 子ども福祉未来学科保育専攻の入学定員を100→60に減員[36]。
- 2020年
  - 4月1日 むつ市に下北キャンパスを設置[37]。
- 2025年
  - 3月21日 2026年度以降の学生募集を停止することを発表[38]。

## 基礎データ

### 所在地
- 青森県青森市浪打2-6-32

### 交通アクセス
- JR東北本線青森駅よりJR東北バス「浅虫」行または青森市営バス「東部営業所」行を利用。最寄りのバス停留所「合浦公園前」でそこから徒歩で少し歩くことになっている。

### 象徴
- 青森明の星短期大学のカレッジマークは星をイメージしており、「FLORETE FLORES」（花よ、花咲け）の文字が記されている[3]。

## 教育および研究

### 組織

#### 学科
- 子ども福祉未来学科
  - 保育専攻 入学定員60名[1]
  - コミュニティ福祉専攻 入学定員40名[1]
    - 介護福祉コース
    - キャリアビジネスコース

#### 過去の学科体制
<2010年度～2016年度＞
- 現代介護福祉学科 入学定員50名[注 14]→子ども福祉未来学科コミュニティ福祉専攻
  - 介護福祉コース
  - 音楽保健福祉コース
- 子ども学科→子ども福祉未来学科保育専攻
  - 幼児保育コース
  - 子ども英語コース

＜2007年度～2009年度＞
- 現代介護福祉学科
  - 介護福祉専攻 入学定員40名[注釈 4]
  - 音楽保健福祉専攻 入学定員20名[注釈 4]
- 子ども学科
  - 幼児保育専攻 入学定員80名[注釈 4]
  - 子ども英語専攻 入学定員20名[注釈 4]

＜2006年度以前＞
- 英語科→現代コミュニケーション学科 入学定員60名[注釈 5]
- 音楽科 入学定員30名[注釈 5]
- 幼児保育学科→子ども学科

#### 専攻科
- なし

#### 過去にあった専攻科
- 英語専攻 入学定員25名
- 音楽専攻 入学定員25名
- 保育専攻 入学定員15名[41]

#### 別科
- なし

##### 取得資格について
資格
- 保育士：保育専攻にて取得できる。旧来の幼児教育学科・幼児保育学科学生の大半はこの資格を取得している。
- 児童英語指導者：子ども学科子ども英語専攻にて取得できるようになっていた。
- 介護福祉士：コミュニティ福祉専攻にて取得できるようになっている。
- 音楽療法士：現代介護福祉学科音楽保健福祉専攻にて取得できるようになっていた。

教職課程
- 中学校教諭二種免許状
  - 英語：子ども学科子ども英語専攻[注 15]にて取得できるようになっていた。
  - 音楽：過去にあった音楽科にて設置されていた[注 16]。
- 幼稚園教諭二種免許状：保育専攻にて取得できる。

#### 附属機関
- 生涯学習センター

#### 研究
- 『青森明の星短期大学研究紀要』[46]
- 『青森明の星短期大学紀要』[47]

## 学生生活

### 部活動・クラブ活動・サークル活動
- 青森明の星短期大学のクラブ活動には、カーリング・華道・茶道・美術などがある。

### 学園祭
- 青森明の星短期大学の学園祭は単に「学生祭」と呼ばれ毎年、概ね10月下旬頃に行われている。

## 大学関係者と組織

### 大学関係者一覧

#### 出身者
- 本橋麻里：トリノオリンピックカーリング選手

## 施設

### キャンパス
- ミュージックラボラトリー
- 明の星ホール
- 図書館
- 学生食堂
- PC-LL教室
- 体育館
- 介護実習棟

### 寮
- 青森明の星短期大学には｢パヴィヨン明の星短大寮｣と称した学生寮がある。

## 対外関係

### 他大学との協定

#### アメリカ
- オハイオ・ドミニカン大学：1981年より提携を結んでいる。

#### 中国
- 中国東北師範大学人文学院：2005年より提携を結んでいる。

### 系列校
- 青森明の星中学・高等学校
- 浦和明の星女子中学校・高等学校
- 青森明の星短期大学付属幼稚園
- 弘前明の星幼稚園

## 卒業後の進路について

### 就職について
- 現代介護福祉学科は、地元介護施設への就職がほとんどである。音楽福祉専攻では公務員、一般企業、施設などが就職先となっている。
- 子ども学科（幼児保育専攻）：保育所への就職が多いが幼稚園への就職者もやや多い。児童施設、一般企業への就職者も少しいる。また、四年制大学への進学や、他領域への進学もいる。

### 編入学・進学実績
- 現代コミュニケーション学科（英語学科含む）：弘前学院大学・東京純心大学
- 音楽科：宮城学院女子大学・東邦音楽大学・名古屋音楽大学・エリザベト音楽大学ほか
- 幼児教育学科：藤女子大学・仙台白百合女子大学・東北福祉大学・神戸親和女子大学ほか

## 附属学校
- 青森明の星短期大学附属幼稚園